# Frederic al IX-lea al Danemarcei
Frederic al IX-lea (Christian Frederik Franz Michael Carl Valdemar Georg), (n. 11 martie 1899, Lyngby-Taarbæk, amtul Copenhaga⁠(d), Danemarca – d. 14 ianuarie 1972, Copenhagen Municipal Hospital⁠(d), Copenhaga, Danemarca) a fost rege al Danemarcei din 20 aprilie 1947 până la moarte sa. A fost fiul regelui Christian al X-lea al Danemarcei și al reginei Alexandrine, născută ducesă de Mecklenburg.

## Naștere și familie

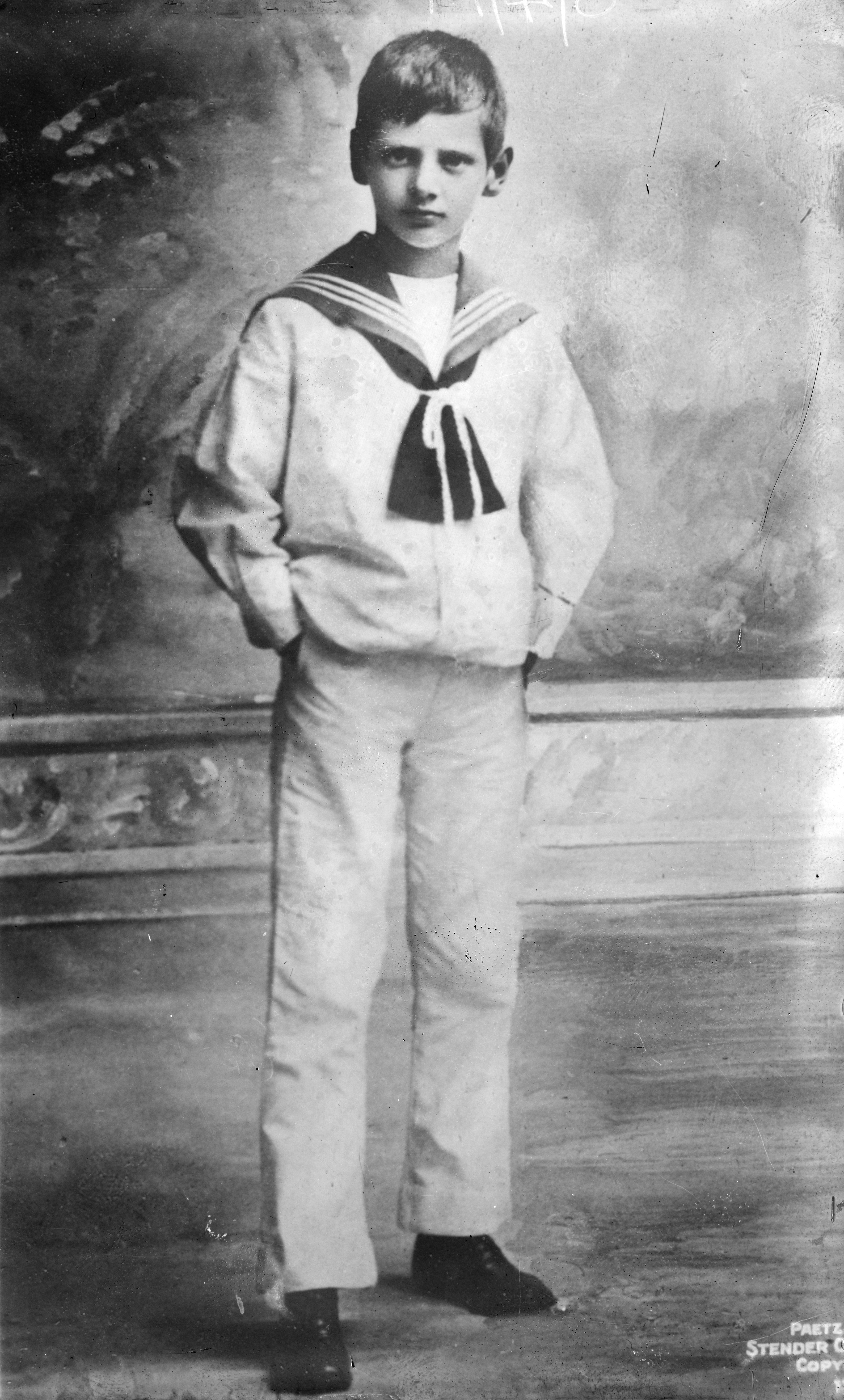
Prințul Frederic în 1914.

Prințul Frederic s-a născut la 11 martie 1899 la Palatul Sorgenfri în Kongens Lyngby în timpul domniei străbunicului său regele Christian al IX-lea. Tatăl său a fost Prințul Christian al Danemarcei (mai târziu regele Christian al X-lea), fiul cel mare al Prințului Moștenitor Frederic și al soției acestuia,  Prințesa Louise a Suediei (mai târziu regele Frederic al VIII-lea și regina Louise). Mama sa a fost Alexandrine de Mecklenburg-Schwerin, fiica lui Frederic Francisc al III-lea, Mare Duce de Mecklenburg-Schwerin și a Marii Ducese Anastasia Mikhailovna a Rusiei.
A fost botezat la Palatul Sorgenfri la 9 aprilie 1899. Micul prinț a avut 21 de nași; printre ei străbunicul său Christian al IX-lea al Danemarcei, Nicolae al II-lea al Rusiei, George I al Greciei, Oscar al II-lea al Suediei, bunicul său Prințul Moștenitor Frederic al Danemarcei, Prințul de Wales (mai târziu regele Edward al VII-lea al Regatului Unit) și unchiul său Frederic Francisc al IV-lea, Mare Duce de Mecklenburg-Schwerin.
Singurul frate al lui Frederic, Knud, s-a născut la un an după Frederic.

## Primii ani
Regele Christian al IX-lea a murit la 29 ianuarie 1906, când micul Frederic avea aproape șase ani, și bunicul său i-a succedat ca regele Frederic al VIII-lea. Tatăl micului prinț a devenit prinț moștenitor iar Frederic al doilea în linia de succesiune.
Șase ani mai târziu, la 14 mai 1912, regele Frederic al VIII-lea a murit și tatăl prințului Frederic i-a succedat la tron ca regele Christian al X-lea. Frederic însuși a devenit prinț moștenitor la 12 ani.
Prințul a fost educat la Academia Navală Regală (întrerupând tradiția regală de a alege o carieră în armată) și la Universitatea din Copenhaga. Ulterior reușește să obțină comanda unei flote daneze. Pe lângă pasiunea sa pentru mare, Frederic este pasionat și de muzică: conduce Orchestra Casei Regale și Orchestra Simfonică a Radioului danez. 

## Căsătorie și copii

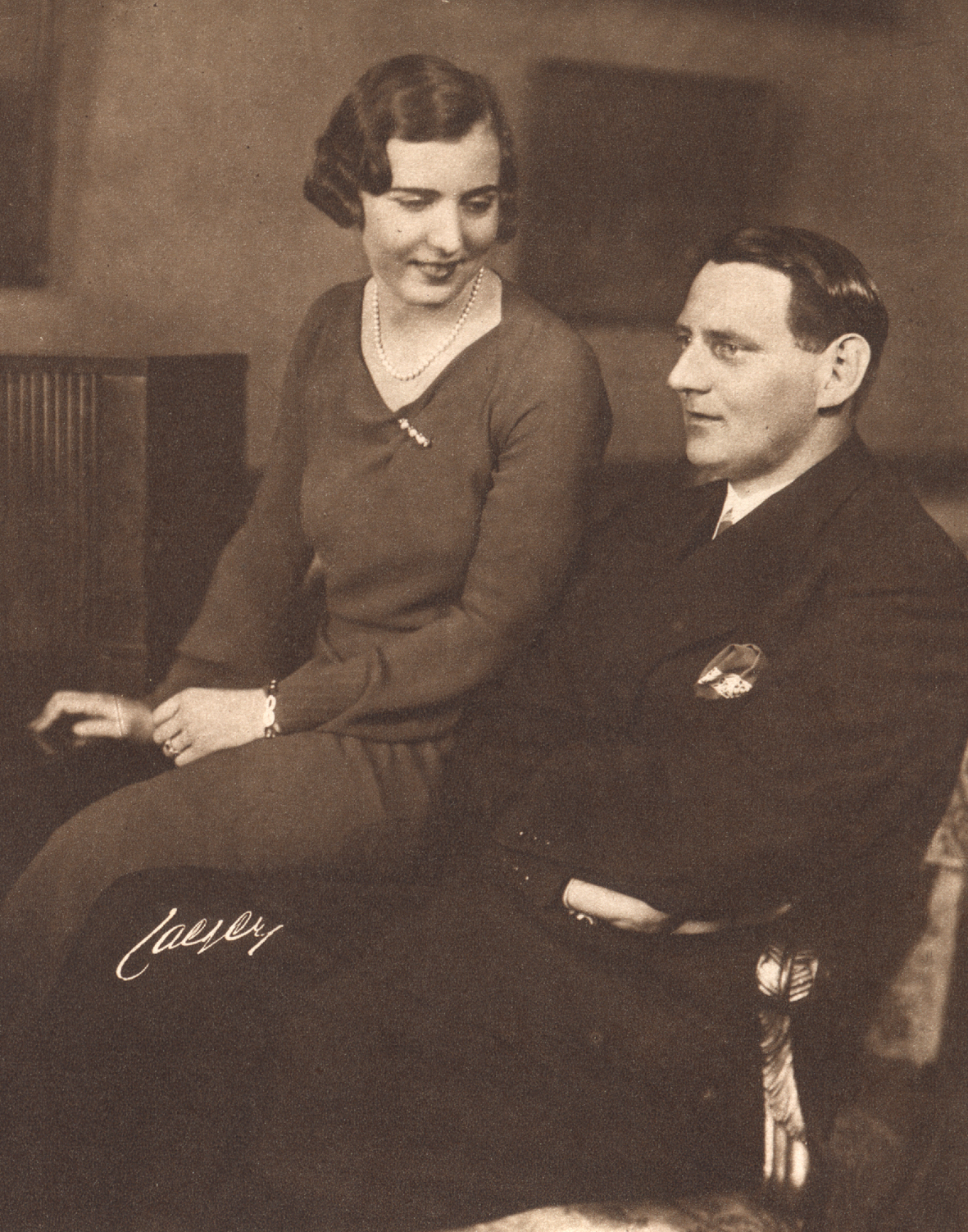
Fotografie de logodnă dintre Prințul Moștenitor Frederic și Prințesa Ingrid a Suediei în 1935.

În 1922, Frederic s-a logodit cu Prințesa Olga a Greciei și Danemarcei, verișoara sa de gradul doi și fiica Prințului Nicolae al Greciei și Danemarcei; totuși nunta nu a avut loc.
La 24 mai 1935, la Stockholm, s-a căsătorit cu Prințesa Ingrid a Suediei (1910–2000). Ea era fiica Prințului Moștenitor Gustaf Adolf (mai târziu regele Gustaf VI Adolf al Suediei) și a primei soții a acestuia, Prințesa Margaret de Connaught. Erau rude în câteva moduri. Ca descendenți ai regelui Oscar I al Suediei și ai lui Leopold, Mare Duce de Baden, ei erau verișori de gradul doi și trei. Ca descendenți ai țarului Pavel I al Rusiei, Frederic era verișor de gradul patru cu mama lui Ingrid.
Cuplul a avut trei fiice:
- Prințesa Margrethe Alexandrine Þórhildur Ingrid (n. 1940), mai târziu regina Margareta a II-a a Danemarcei; s-a căsătorit cu contele francez Henri de Laborde de Monpezat
- Prințesa Benedikte Astrid Ingeborg Ingrid (n. 1944); s-a căsătorit cu Prințul Richard de Sayn-Wittgenstein-Berleburg în 1968.
- Prințesa Anne-Marie Dagmar Ingrid (n. 1946); s-a căsătorit cu regele Constantin al II-lea al Greciei în 1964.

## Domnie

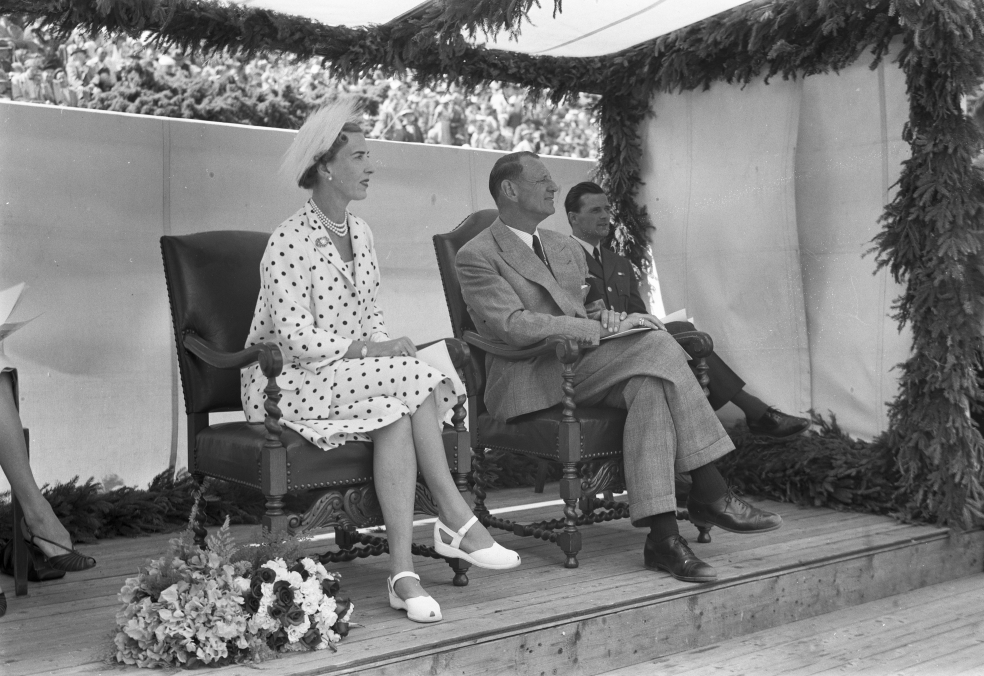
Regele Frederic al IX-lea și regina Ingrid, anii 1950.

Din 1942 până în 1943, Frederic a fost regent în numele tatălui său care a fost temporar în incapacitate după ce a căzut de pe cal în octombrie 1942.
La 20 aprilie 1947 tatăl său a murit și Frederic i-a succedat la tron la vârsta de 48 de ani. A fost proclamat rege de la balconul Palatului Christiansborg de primul ministru Knud Kristensen.
Domnia lui Frederic a fost văzută ca o mare schimbare. Pe parcursul acestor ani, societatea daneză a scuturat restricțiile unei societăți agricole și a dezvoltat un stat al bunăstării. Și, ca o consecință a economiei în plină expansiune din anii 1960, femeile au intrat pe piața forței de muncă. Cu alte cuvinte, Danemarca a devenit o țară modernă, ceea ce a însemnat noi cerințe cu privire la monarhie.

## Succesiunea
Cum regele nu avea fii, era de așteptat ca fratele lui mai mic, Knud, să moștenească tronul, potrivit legii daneze de succesiune din 1853.
Totuși, în 1953, a trecut prin parlament Actul de Succesiune, care a modificat metoda de succesiune la cea a primogeniturii. Acest lucru însemna că, dacă nu există fii, fiicele puteau succede. Prin ordonanța din 27 martie 1953 succesiunea la tron a fost limitată la copiii regelui Christian al X-lea.
În urma unei pneumonii, regele a murit la 14 ianuarie 1972 la vârsta de 72 de ani. A fost succedat de fiica sa cea mare, Margareta, devenită Margareta a II-a după încoronare. Regina Ingrid i-a supraviețuit soțului ei 28 de ani. A murit la 7 noiembrie 2000.